# 田光烈 (韓國)
田光烈（1960年2月11日—），韓國男演員，名字常被音譯為全光烈。

## 經歷
1980年透過參加大邱TBC電視台第22期藝員訓練班入行。曾主演多套受歡迎的電視劇，如：《醫道》飾演許浚、《朱蒙》飾演金蛙王等。2000年憑《醫道》一劇獲MBC演技大賞最佳男主角獎。
他於2006年演出的電視劇《朱蒙》，創下超過51.9％的平均收視率長期處於40％以上，被譽為「國民電視劇」，更是憑藉該劇成為韓國演藝界最熱門的演員。
2010年演出的電視劇《麵包王金卓求》，該劇創下超過50.8％的平均收視率長期處於40％以上，被譽為「國民電視劇」。曾經獲得慶熙大學韓醫學榮譽博士。

## 家庭
田光烈是家中長男，1995年結婚，目前育有一子。

## 出演作品

### 電視劇
- 1989年：KBS《智異山》
- 1990年：KBS《黎明的那天（朝鲜语：여명의 그날）》飾演：金日成
- 1992年：SBS《冬鳥（朝鲜语：겨울새）》
- 1993年：MBC《暴風的季節（朝鲜语：폭풍의 계절）》
- 1993年：MBC《火熱的江（朝鲜语：뜨거운 강）》
- 1994年：MBC《瀨目（朝鲜语：여울목）》
- 1994年：MBC《綜合醫院（朝鲜语：종합병원）》
- 1994年：MBC《野望》飾演：李學緣
- 1994年：MBC《巨人之手（朝鲜语：거인의 손）》飾演：宋率
- 1995年：KBS《蒙面天使》
- 1996年：MBC《他們的擁抱（朝鲜语：그들의 포옹）》飾演：李京漢
- 1996年：MBC《未忘（朝鲜语：미망）》飾演：朴成宰
- 1997年：SBS《天橋風雲（朝鲜语：모델 (드라마)）》又譯《模特兒的故事》飾演：劉長鶴
- 1998年：MBC《法庭風雲（朝鲜语：애드버킷）》又譯《辯護律師》
- 1998年：MBC《我只知道愛（朝鲜语：사랑밖엔 난 몰라）》
- 1999年：SBS《青春陷阱（朝鲜语：청춘의 덫）》飾演：魯永國
- 1999年：MBC《紅玫瑰與黃豆芽（朝鲜语：장미와 콩나물）》
- 1999年：MBC《醫道》飾演：許浚
- 2000年：MBC《愛上女主播》 特別出演(第9集)
- 2002年：KBS《張禧嬪》飾演：朝鲜肃宗
- 2004年：MBC《英雄時代》飾演：國大虎
- 2005年：SBS《愛情共感》飾演：朴致榮
- 2005年：MBC《愛情餐歌》 飾演：姜世翰
- 2006年：MBC《朱蒙》飾演：金蛙王
- 2007年：SBS《王與我》飾：趙治謙
- 2009年：SBS《吞噬太陽》飾演：張民浩
- 2010年：KBS《麵包王金卓求》飾演：具日中
- 2011年：SBS《Sign》飾演：李明漢
- 2011年：SBS《武士白東修》飾演：金光澤
- 2011年：MBC《光與影》飾演：張哲煥
- 2012年：MBC《想你》飾演：金城浩
- 2013年：MBC《火之女神井兒》飾演：李江天
- 2013年：SBS《熱愛》飾演：姜文道
- 2015年：KBS《蒙面檢察官》飾演：曹尚澤
- 2015年：KBS《記得你》飾演：李中民
- 2015年：SBS《Remember－兒子的戰爭》飾演：徐載赫
- 2016年：SBS《大撲》飾演：李仁佐
- 2016年：MBC《獄中花》飾演：朴泰洙（客串）
- 2017年：MBC《你太過分了》飾演：朴成奐
- 2017年：KBS《魔女的法庭》飾演：趙甲洙
- 2020年：TV朝鮮《風雲雨》飾演：李昰應
- 2022年：KBS2《魔咒的戀人》飾演：宣叄重
- 2026年：《醫道：一代神醫 許浚》飾演：柳義泰

### 電影
- 2001年：《絕境情真（朝鲜语：베사메무쵸）》 飾演：철수
- 2002年：《2424》飾演：CHO檢事
- 2018年：《錢袋》

## 獲得獎項
- 2000年：MBC演技大賞－最佳男主角獎、大賞獎（許浚）
- 2006年：MBC演技大賞－最佳男演技獎（朱蒙）
- 2007年：SBS演技大賞－最佳男演技獎、10大明星獎（王與我）
- 2010年：KBS演藝大賞－成就獎
- 2011年：SBS演技大賞－特別企劃部門 男子優秀獎（武士白東修）
- 2012年：MBC演技大賞－男子黃金演技獎（光與影、想你）
- 2013年：SBS演技大賞－長篇劇最優秀男子演技獎（熱愛）

## 腳註
1. ↑  미스코리아 金星希 TV탤런트로 데뷔（東亞日報，1980年6月14日）

## 外部連結
- NAVER搜索
- 田光烈經紀公司主頁